# مأمون سامي رشيد العلواني
مأمون سامي رشيد العلواني (1957 - 14 أبريل 2021) هو محافظ سابقٌ لمحافظة الأنبار العراقية. عيّنه مجلس محافظة الأنبار في أيار 2005 وذلك بعد مقتل المحافظ السابق رجا نواف فرحان المحلاوي. وهو من عشيرة أبو علواني من قبيلة الدليم. عُثر على اسمه مع أسماء قادة السنة العراقيين البارزين الآخرين الذين تم استهدافهم بالاغتيال في وثيقة قاعدة الجهاد في بلاد الرافدين التي تم القبض عليها.